# Piekary (Łódź)
Piekary [pronunciación en polaco: /pjɛˈkarɨ/] es un pueblo ubicado en el distrito administrativo de Gmina Piątek, dentro del Distrito de Łęczyca, Voivodato de Łódź, en Polonia central. Se encuentra aproximadamente a 2 kilómetros al norte de Piątek, a 20 kilómetros al este de Łęczyca, y a 34 kilómetros al norte de la capital regional Łódź.